# Desoria nivea
Desoria nivea är en urinsektsart som först beskrevs av Jacob Christian Schäffer 1896.  Desoria nivea ingår i släktet Desoria, och familjen Isotomidae. Arten är reproducerande i Sverige.